# René Perrot
Pour les articles homonymes, voir Perrot.
René Perrot, né le 12 juillet 1912 à Cuse-et-Adrisans (Doubs) et mort le 19 mai 1979 à Paris 13e, est un cartonnier de tapisseries, peintre, dessinateur, graveur et céramiste français.

## Biographie
Fils de parents maîtres d’école et d’ascendance paysanne du côté maternel, René Perrot nait et grandit à Cuse-et-Adrisans, petit village de Franche-Comté.
Profondément marqué par la totale absence de son père pendant quatre ans, soldat de 1914 à 1918, il est fasciné par les modestes souvenirs rapportés du Bassin Méditerranéen : petits coquillages, minuscules morceaux de céramique recueillis à Pompéi et évocation des échanges d’avant-guerre avec son ami Louis Pergaud, autre Franc-Comtois, instituteur, socialiste, anticlérical mais surtout merveilleux conteur et ami des animaux. De Goupil à Margot, prix Goncourt 1911, est son livre de chevet.
À 17 ans il suit les cours de l’École des Beaux-Arts de Dijon puis fait son service militaire au 7e BOA à Aubervilliers où il sera accidentellement gravement intoxiqué à l’ypérite.
Perrot intègre de 1932 à 1936 l'École nationale supérieure des arts décoratifs à Paris (où il reviendra enseigner). Il a comme professeurs Léon Deshairs, Raymond Legueult et surtout Cassandre qui l’encourage, ainsi que Carlu, à poursuivre une carrière d’affichiste suivie jusqu'à sa mobilisation en 1939.
Il partage un atelier à Paris rue du Saint Gothard avec un chien, sept chats et deux cents poissons. Il y croise Jean Lurçat et de nombreux artistes venus de toute l’Europe.
En 1937, il rencontre Madeleine Montrait, native de Merlines, village corrézien où ils reposent désormais. Ils se marient en 1939, juste avant que Perrot soit mobilisé. La nombreuse correspondance échangée raconte l’horreur des combats où il verra tant d’hommes mourir et renforce son antimilitarisme. De ville en ville, son barda intègre de quoi graver et dénoncer l’absurdité et l’ineptie, notamment deux albums de guerre: Le Miserere préfacé par Jean Carlu et Roland Dorgelès avec qui il restera très lié, et Comme à la fête, croquis du Casse-Pipe préfacé par l’écrivain et journaliste Pierre Labracherie plus connu sous le nom de Pierre Bathille,.

### Les années 1940
Démobilisé, il s’installe avec son épouse dans un atelier au 13 de la rue Duperré près de la Place Pigalle au pied de la Butte Montmartre et a pour voisins de palier les peintres Jean Puy et Albert André, qui sera un grand-père de substitution pour sa fille, Sylvie, née en 1947. Gravement malade, il devra quitter ce 5e étage sans ascenseur en 1975 pour emménager dans un nouvel atelier lumineux au 17e étage d’une tour du 13e arrondissement de Paris.
Il rejoint grâce à Georges-Henri Rivière, fondateur et patron du Musée des arts et traditions populaires, le groupe Jeune France.
Proche du milieu théâtral, il se lie avec des comédiens de La Roulotte connus dans la mouvance de Jeune France, dont Jean Desailly et surtout Jean Vilar qui fêtera son mariage dans l’atelier de Perrot, rue Duperré.
Jeune France a été créé par le gouvernement de Vichy en décembre 1940 afin que de jeunes artistes, chargés de faire des relevés, dessins et peintures, glorifient la ruralité chère aux idéaux pétainistes. Mais Vichy, qui découvre rapidement que le mouvement, loin d’être inféodé, est infiltré par les gaullistes, socialistes et communistes décide de le dissoudre en 1942.
Georges-Henri Rivière souhaite alors rapidement protéger les artistes réfractaires en délicatesse avec le pouvoir et crée les Chantiers intellectuels des arts et traditions populaires.
Perrot recruté par Edmond Humeau intègre le Chantier 1810 des ATP de novembre 1942 à mai 1946. Les artistes (peintres, architectes et photographes), sont envoyés à travers la France pour témoigner de l’habitat et des pratiques rurales en sursis « en interprétant les aspects intimes de la campagne française » avec le double regard d’artiste et d’ethnologue.
Ce périple le conduira en Franche-Comté, dans le Massif Central puis à Collioure. Plus de 400 dessins et gouaches de grand format (50x60 en majorité) remis au Musée national des Arts et Traditions populaires sont maintenant reversés et conservés au MUCEM à Marseille. Pendant la période comtoise il réalise plus de 150 dessins et gouaches du Doubs et du Jura, empreints de son intime connaissance de ces lieux familiers fréquentés depuis l’enfance.
Il s’intéresse aussi pour le compte des ATP à l’art brut et au travail de Xavier Parguey, vannier, sculpteur et vigneron qui sera admiré et collectionné par Dubuffet,.

### La période du Cantal
Perrot arrive dans le Cantal avec son épouse fin 1943 et y reste un an, très proche des habitants du Claux et de Cheylade et sensible à la bienveillance de leur accueil. Leur maison jouxte celle qui abrite Gaston Monnerville. Ils assistent, en juin 1944, avant d’avoir connaissance du massacre, au passage de la division SS Das Reich qui descend d’Oradour-sur-Glane.
Son séjour, durant lequel il exécuta une centaine d’œuvres, est particulièrement documenté grâce aux recherches effectuées par l’Association Valrhue et Cantal patrimoine qui ont permis en 2021 l’organisation de l’exposition Hier le Cantal dessiné par René Perrot à Cheylade, accompagnée d’un catalogue illustré. Elle présentait de grandes reproductions photographiques (numérisées par l’Agence photographique de la RMNGP) de dessins et gouaches (conservés par les ATP/MUCEM) consacrés aux paysages, fermes et burons, ainsi qu’à des scènes traditionnelles de la vie quotidienne.

### La découverte de Collioure, 1945-1946
L’arrivée en pays catalan fut déterminante pour son œuvre futur. Après un séjour au Pays basque et dans les Pyrénées, René et Madeleine Perrot arrivent dans ce petit port si souvent peint dès le début du siècle par Matisse, Derain ou Picasso.
La lumière, les ruelles colorées, les visages tannés par le soleil, les pêcheurs d’anchois et les ravaudeuses de filets, les outils de la vigne, les traditions - corridas, sardanes… - nourrissent son travail.
Il y rencontre René Pous, son épouse Pauline et leur fils «Jojo», propriétaires du Café des Sports, futur hôtel mythique des Templiers où se retrouveront bientôt tous les artistes, intellectuels et célébrités de passage, de Picasso à Joséphine Baker.
Fasciné par la peinture et plus encore par les peintres, qu’il accueille souvent avec une inlassable générosité, René Pous crée à l’intention des plus jeunes le Prix de Collioure, remis chaque année à l’occasion du Salon d’Automne et « arrosé » dans l’atelier de Perrot. L’amitié entre les deux familles sera indéfectible, créant des liens quasiment familiaux.
Picasso rejoint Collioure et fréquente Les Templiers avec ses enfants Maya, Claude et Paloma accompagnés de Françoise Gilot en 1953 puis de Jacqueline Roque et sa fille Catherine l’année suivante.
Un jour, Picasso et Perrot, qui avaient sympathisé, se promènent et vont s’asseoir autour de la chapelle Saint Vincent près du phare : « Tu vois, les gens nous regardent. Moi, Picasso, toi, le jeune peintre. Ils doivent se demander ce que l’on se raconte ! (Rires…) En fait, rien ! C’est bien d’être assis là, ensemble, à juste regarder la mer sans parler ».
Il meurt le 19 mai 1979 à Paris 13e.

### Amitiés animales et chasse
Souvent accompagné d’animaux divers comme ses chiens ou de chats, son animal fétiche, presque totem, est la chouette et ses cousins hiboux, qu’il ne cessa de défendre et protéger. Il disait avoir été bouleversé dans son enfance par une hulotte trouvée clouée sur une porte de grange pour conjurer un supposé mauvais sort. Ces nocturnes seront inclus jusque dans ses tapisseries les plus monumentales.
Grisette, une petite chevêche née en captivité, qui lui fut confiée par un vétérinaire, vivra une dizaine d’années en semi-liberté dans son atelier parisien des années 1960.
Son goût pour ces rapaces le conduisit à réunir une collection hétéroclite de quelque 300 objets offerts par ses amis dont l’une d’elles, réalisée en feutre de vêtements par des carmélites d’Amiens sur la suggestion de l’une d’entre elles, ancienne camarade des Arts Déco, rentrée dans les ordres à la suite du décès de son compagnon tué pendant la Seconde Guerre mondiale.
Il s’était aussi « lié » avec « Jean-Baptiste », sanglier du Jardin des Plantes qu’il venait dessiner dans son enclos aux heures de fermeture.
Profondément attaché à la nature et aux animaux mais aussi chasseur occasionnel de petit gibier, il reconnaissait que sa cartouchière renfermait de nombreux crayons et sa gibecière des carnets de croquis au grand dam indulgent des autres chasseurs auxquels il avouait n’avoir pas tiré car il n’avait pas vu ou que la cible était trop belle vivante.

### Intérêt pour la préhistoire
Très intéressé par la préhistoire depuis son adolescence où il trouvait encore quelques dents de lions ou d’ours des cavernes dans les grottes comtoises, Perrot a été proche en particulier de Georges Le Poitevin dit « Jo », auteur de relevés des grottes du Tassili, de Marius Vazeilles qui lui offrit un imposant fragment de défense de mammouth ou de l’abbé Breuil, un habitué de la rue Duperré, auquel il dédia une tapisserie évoquant la grotte de Lascaux et qui lui fit remettre après son décès par sa secrétaire, miss Breuil (sic!), une canne à pommeau d’argent, cadeau d’un dignitaire chinois.

### Voyages
Perrot a peu voyagé. En France, il produit quelques belles gouaches de Normandie avant la guerre, de Menton, des Alpes (1964/65) de Bretagne (1967) ou du Luberon mais reste surtout fidèle à ses trois régions de prédilection fréquentées chaque année: le Haut Doubs, le Massif Central et Collioure. Il les a dessinées et peintes pendant quarante ans, à toutes saisons et sans répétition en fonction de ses « périodes » successives. Paris, où il vivait pourtant, n’a guère retenu son attention.
Toutefois, la découverte des îles Canaries à la fin des années 1960 lui a révélé une flore luxuriante : poinsettia et strelitzia vont se retrouver dans des tapisseries majeures. En 1973, il rapporte plusieurs gouaches de l'Atlas et de la vallée de l’Ourika mais ignore Marrakech, trop éloignée de son univers.

### Sports et loisirs
Amateur de rugby qu’il pratiqua en jeune joueur au PUC, il en revendiquait l’état d’esprit et lui consacra plusieurs œuvres, céramiques, dessins, gouaches, etc.

## Carrière

### Tapisserie
René Perrot est surtout connu pour les quelque 400 cartons originaux de tapisseries tissées - souvent en plusieurs exemplaires - à Felletin, Aubusson ou aux Gobelins, fruits de commandes officielles ou privées. Il est à l’origine du renouveau de cet art mural aux côtés de son aîné de vingt ans Jean Lurçat. En 1945 il est nommé conseiller artistique de la manufacture Rivière des Borderies (future manufacture Pinton), qu’il contribue largement à relever et remettre en activité en travaillant étroitement avec les ateliers creusois de basse lice. En 1946, il participe à l’exposition du Musée national d’Art moderne «La tapisserie française du Moyen Âge à nos jours» aux côtés d’artistes plus âgés que lui Lurçat, Picard le Doux, Saint Saëns et Dom Robert. Il convainc son ami Manessier, ancien de Jeune France, de créer un premier carton de tapisserie « La construction de l’Arche » qui sera tissé à Felletin contribuant à donner du travail aux lissiers.
En 1947, il rejoint à sa création l’ «Association des peintres cartonniers-France» et se consacre dès lors essentiellement à la tapisserie. Il en adopte les nouveaux codes: création de cartons dessinés aux dimensions réelles de l’œuvre tissée, recours à un numérotage correspondant à une charte précise de gamme de couleurs réunies en chapelet, palette chromatique drastiquement réduite.
Son inspiration puise dans la faune, la flore ou les fonds marins qu’il observe avec exigence comme en témoignent les nombreux dessins et études documentaires du monde animal, végétal ou minéral. Les couleurs éclatantes des fonds ou sujets sont aisément reconnaissables; l’univers poétique de ses œuvres, parfois inspirées du mille-fleurs médiéval ne ressemble à aucun autre.
Les commandes publiques passées par l’État français permettent de retrouver ses tapisseries accrochées aux cimaises internationales: Brésil, Pologne, Grèce, États-Unis, Japon, Venezuela, Guinée, Luxembourg, Grande- Bretagne, Afrique du Sud, Algérie… et dans de nombreux ministères: PTT, Affaires économiques et sociales, Reconstruction (plusieurs tapisseries dans le bureau du ministre, Claudius Petit, autre ancien des arts déco, Budget, Affaires culturelles… Préfectures, mairies, écoles, Conseils régionaux, etc.),.
Des tapisseries et tapis ornent les demeures de nombreux amateurs et collectionneurs privés, de musées, de grandes entreprises: JP Morgan, Air France dont il décore en 1967 la 1re classe du Boeing 707 et les salons de l’aéroport JFK à New York par trois tentures monumentales sur près de 30 m2.

### Peinture
Son œuvre peint à l’huile sur toile, relativement rare, s’est arrêté au début des années 1950. Quelques paysages comtois ou colliourencs parfois empreints de touches surréalistes, des natures mortes, de puissantes scènes de genre ou représentations de vieilles femmes catalanes aux doigts noueux et aux visages burinés témoignent d’un travail repris en atelier.
Les noirs et teintes sombres exceptionnellement présents dans sa palette correspondent au décès accidentel de son père en 1949.
Dès le milieu des années 1950 et sans interruption, Perrot peindra lors de ses déplacements, été comme hiver, sur le motif à la gouache et à l’aquarelle (exercice très différent de la conception de cartons qui nécessite l’accès à de grands murs) complétant parfois ultérieurement les esquisses annotées de mentions sur les couleurs du ciel ou de la mer. Les vues raffinées et de petit format sur papier fort ou carton (souvent inférieures à 20 cm2) revendiquent son attirance pour le Japon et Hokusai,.

### Dessins et estampes
Admirateur de Redouté, d'Audubon ou de l’entomologiste Jean-Henri Fabre, il est un observateur attentionné de tous les animaux, parfois apportés pas des chasseurs, et de végétaux collectés pendant ses longues marches dans les bois. Perrot est un remarquable dessinateur, notamment d’études documentaires qui l’inspirent après une simplification extrême et une interprétation toute personnelle dans son œuvre de cartonnier. Il travaille au crayon noir ou couleurs Caran d’Ache comme à l’encre de Chine. Lièvres, faisans, écureuils, chouettes, brochets, truites, rascasses, coraux, papillons ou coléoptères, boutons d’or, lys martagon, muguet appartiennent à un fonds dans lequel il puise régulièrement.
Familiarisé très tôt avec les impressions sur papier grâce à son activité d’affichiste, Perrot grave plusieurs xylographies pendant sa mobilisation; on lui doit aussi de nombreuses linogravures. Le peintre Pierre Bichet, avec lequel il est très lié, l’initie à la technique de la lithographie et ils travaillent ensemble dans son atelier de Pontarlier à diverses reprises. Toujours dans le domaine de la gravure, il met au point dans les années 1960 un procédé inédit de gravure murale à l’acide nitrique sur comblanchien pour la réalisation d’un panneau de 10 m2 destiné à l’Hôtel des Douanes de Perpignan,.

### Céramique
Perrot découvre l’art du feu grâce à une amie, autre ancienne des Arts déco, Marie-Madeleine Jolly et son époux Philippe Madeline, installés en Provence, qui travaillent en particulier avec Jean Cocteau.
Perrot fera «cuire» ensuite de nombreuses œuvres chez la céramiste Colette Meillassoux-Bonneau qui fut son élève aux Beaux-Arts de Bourges puis entamera une collaboration fructueuse avec Firmin Bauby à Sant Vicens, près de Perpignan, éditeur entre autres de Picasso et Dali.

### Travail du bois
Inscrit dans une tradition jurassienne d’utilisation du bois et de fabrication de jouets, on lui doit plusieurs pièces travaillées à la gouge ainsi que des figurines découpées puis peintes dont une surprenante suite d’une centaine de soldats de l’Armée impériale de Napoléon Ier, grenadiers et chasseurs à pied ou à cheval, d’une quinzaine de centimètres de haut. Une grande vitrine, une crèche comtoise, une arche de Noé ou une évocation des contes de Perrault, ainsi que divers jouets et une ferme du Haut Doubs, avec mobiliers, outils et animaux, d’un mètre de long créés pour sa fille.

### Enseignement
Il a enseigné dix ans à l'École nationale supérieure d'art de Bourges, puis à l'École nationale supérieure des arts décoratifs à Paris, les « Arts Déco ».

### Activités syndicales
- Adhérent à le Section socialiste des artistes plasticiens ;
- Délégué de la Fédération de l'Éducation nationale aux côtés de James Marange ;
- Président du Syndicat national des Beaux-Arts jusqu’à son décès.

## Réalisations
Liste des œuvres de René Perrot, dressée par Arthur Comte dans son ouvrage Tapisseries, Dessins, Peintures, Gravures de René Perrotref name=":2" /> :

### Tapisseries

#### Commandes officielles
- Hommage à Jean-Henri Fabre — 12 m2 — 1er tirage : Musée d’art moderne ; 2e tirage : Gros lots du bal des Petits Lits Blancs 1957 ; 3e tirage : Légation de France au Luxembourg.
- Sologne — 12 m2 — 1er tirage : Ambassade de France à Varsovie ; 2e tirage : Ambassade de France à Athènes.
- La Nuit — 12 m2 — 1er tirage : Palais de Justice de Saint-Malo ; 2e tirage : Ambassade de France à Athènes ; 3e tirage : Mobilier National.
- Roussillon — 15 m2 — Musée international de la Chasse à Gien.
- Hommage à Louis Pergaud — 14 m2 — Bureau du Ministère de PTT (un timbre a été tiré d’après cette tapisserie dans la série des métiers d’arts).
- Hommage à Jean Painlevé et tableau de chasse — 60 m2 — Salon de réception du Ministère des Affaires économiques (4 tapisseries et sièges tissées à Beauvais sur bois de Jacques Adnet).
- À chacun son trou — 80 m2 — Bureau du Ministre de la reconstruction (3 tapisseries, 12 sièges, 6 rideaux).
- Les quatre éléments — 35 m2 — Bureau du Ministre des Affaires économiques (3 tapisseries).
- Les oiseaux gris — 16 m2 — Ministère des Finances, Paris.
- Hommage à J-J Rousseau — 15 m2 — Maison de la culture de Bourges.
- Homochromie et homotypie chez les insectes — 15 m2 — 1er tirage : Conservatoire national de musique ; 2e tirage : Mobilier national.
- Hommage à J.J Audubon — 16 m2 — Institut de France à Londres.
- Sauve qui peut — 16 m2 — 1er tirage : Consulat de Chicago ; 2e tirage : Mobilier national.
- Bonjour Coucou — 4 m2 — Ministère des Affaires culturelles
- Le ciel est rouge — 8 m2 — Ambassade de France à Tokyo
- Dans un fossé de mon village — 15 m2 — 1er tirage : Bureau du directeur de la comptabilité publique ; 2e tirage : Mobilier national.
- Exotisme — 20 m2 — Hall d’entrée de l’Union française.
- Hommage à Claude Monet — 40 m2 — Parloir du Lycée Claude Monet.
- La Sagesse et la Gloire — 6 m2 — Société des gens de lettres (2 tapisseries).
- La Méditation et la Discorde — 18 m2 — Hall de la Cour d’Appel au Palais de Justice de Paris (2 tapisseries).
- D’Azur et d’or — 20 m2 — Mobilier national.
- Le Pain et le Vin — 5 m2 — Cadeau de la France à Monsieur le Président de la République du Brésil (2 tapisseries).
- Le Coq triomphant — 6 m2 — Acquis par la Ville de Paris.
- La Vague — 12 m2 — 1er tirage : Salle du Conseil général de La Rochelle ; 2e tirage : Mobilier national ; 3e tirage : Salle des ingénieurs civils à Paris.
- Flore et faune d’Auvergne — 6 m2 — Musée de la reconstruction.
- Retour de chasse — 4 m2 — Gouvernement général à Alger.
- Vacances en France — Hall d’Air France à l’aéroport JF Kennedy, New York (3 tapisseries).
- Camargue — 10 m2 — Chambre de commerce d’Arles-sur-Rhône.
- Au jardin de mon père — 16 m2 — Mobilier national.
- La Mer et ses trésors — Palais du gouverneur à Metz.
- La Montagne — Ambassade de France en Guinée.
- La Méditerranée — 20 m2 — Salle du Conseil municipal de Menton.
- L’Aigle – L’Amphore — Mairie de Menton (2 tapisseries).
- Catalogne — 17 m2 — Conseil général de Perpignan.
- Collection de papillons — 8 m2 — Ambassade de France à Caracas.
- Le Dindon — 3,3 m2 — Ministère de la reconstruction.
- À la campagne — Mobilier national
- Un bouquet pour Agnès Sorel — 6 m2 — Préfecture de Bourges.
- La Loire, Sologne, Forêt — 36 m2 — Préfecture d’Orléans (3 tapisseries).
- Afrique du sud — 25 m2 — Le Cap (3 tapisseries).
- Décoration de la goélette L’Aiglon — 14 m2 (6 tapisseries).
- La Tempête — 16 m2 — Lycée Célia Faure – Le Havre, 1971.
- Fleurs de pierres — 9 m2 — Lycée de Cosne-sur-Loire (Nièvre).
- La Vie minérale — lycée Pierre-Gilles de Gennes, Cosne-sur-Loire, 1970.
- Les Heures du jour — trois panneaux décoratifs pour le lycée de jeunes filles de Grenoble (Isère), 1953.
- Les Règnes — 3 m2 — CEG de Baumes-les-Dames.
- Tapisserie pour l'Université Toulouse I Capitole, Toulouse (Haute-Garonne), 1974[8] (volée en 2013)[9].

#### Commandes privées
Perrot a dessiné plus de 400 cartons originaux à destination de collections particulières, édités par les manufactures des Borderies, Pinton, Bascoulergue, de Felletin et Aubusson.

### Peintures, Gouaches, Dessins, Lithographies
- Nombreux achats de l’État.
- 400 dessins et gouaches, collections ATP, conservés par le MUCEM (Musée des Civilisations de l'Europe et de la Méditerranée), Marseille.

### Albums gravés
Perrot a gravé en 1939-1940 deux albums de guerre :
- Miserere – préface de Jean Carlu et Roland Dorgelès ;
- Comme à la fête, croquis du casse-pipe – préface de Pierre Bathille.

### Nitrogravures
Perrot a mis au point un procédé inédit de gravure murale à l’acide nitrique sur pierre de Comblanchien. Un panneau de 10 m2 a été réalisé pour l’Hôtel des douanes de Perpignan.

### Publications
- Récits, contes, légendes de mon pays comtois, Pierre Bichet, René Perrot, Arlette Badoz, C'etre, Besançon, 1989  (ISBN 978-2-87823-153-3)
- Racontottes de Franche Comté, Pierre Bichet, René Perrot, Edition Jacques et Demontrond, Besançon, 1978 (PPN 240934253)

## Expositions
Liste des expositions des œuvres de René Perrot, dressée par Arthur Comte dans son ouvrage Tapisseries, Dessins, Peintures, Gravures de René Perrotref name=":2" /> :

### Expositions du Mobilier national
Perrot a participé à de nombreuses expositions organisées en France et dans toutes les grandes villes du monde par le Mobilier national.

### Expositions particulières
- 1942 : Galerie l’Arc en ciel, rue de Sèvres, Paris (peintures).
- 1943 : Morteau (gouaches), Pontarlier (gouaches).
- 1946 : Main Street Book Store, Chicago, ÉU (peintures, gouaches).
- 1948 : Les Amis des arts, Pontarlier (tapisseries).
- 1950 : Galerie Chappe Lautier, Toulouse (tapisseries, peintures) ; Galerie Madeleine Horst (tapisseries, gouaches).
- 1954 : Galerie Lucien Gout, Montpellier.
- 1960 : Feurs (Tapisseries).
- 1961 : Musée de Dreux (gouaches, dessins) ; Château de Belvoir (tapisseries) ; Galerie du Fleuve, Bordeaux (tapisseries, dessins) ; Galerie Boissière (tapisseries, gouaches, dessins).
- 1969 : Hommage à Cuvier, Montbéliard (dessins, tapisseries) ; Parc zoologique du château de Branféré (dessins).
- 1970 : Château de Vascœuil, Hommage à Michelet (tapisseries, gouaches, dessins, céramiques). Palais des arts et de la culture, Brest (tapisseries, gouaches, dessins, céramiques).
- 1971 : Palais de l’Europe, Menton (tapisseries, céramiques) ; Felletin, Hommage à Jacques Barraband (tapisseries, céramiques) ; Perpignan, San Vicens (tapisseries, céramiques) ; Les Cadets de Gascogne, Condom (tapisseries).
- 1972 : Galeries Verrière, Lyon (tapisseries) ; Morteau, Doubs (tapisseries, gouaches, dessins, céramiques) ; Château de Courtanvaux, Sarthe (tapisseries, gouaches, dessins, céramiques).
- 1973 : Château de Belvoir, Doubs (tapisseries, gouaches, dessins, céramiques).
- 1974 : Palais de Justice de Poitiers (tapisseries) ; Château de Boussac, Creuse (tapisseries, gouaches, dessins, céramiques) ; Évreux.
- 1975 : Galerie Ventadour, Saint-Émilion ; Maison de la culture, Laon ; Verrerie de Passavant-la-Rochère, Haute-Saône ; Musée international de la chasse, Gien.
- 1976 : Rueil-Malmaison (CCF) ; Reims (CCF) ; Pontarlier ; Antibes.
- 1977 : Lavaufranche, Creuse.
- 1978 : Saint-Claude, Jura.
- 1979 : Galerie Inard, Paris ; Arta, Toulouse.
- 1992: René Perrot, Tapisseries, Gouaches, Dessins, Céramique, Château de Vascoeuil
- 2021 : Hier le Cantal, dessiné par René Perrot, Cheylade, Cantal[10].
- 2023 : René Perrot, Mon pauvre cœur est un hibou, Mucem, Marseille, France

### Expositions collectives
- 1934 : Le Point, bd Hausmann , Paris (dessins, aquarelles).
- 1943 : Les Artistes franc-comtois à Paris, Galerie Henriette Valot (peintures).
- 1946 : La Tapisserie française, Musée d’art moderne, Paris ; Galerie Allard, groupe de Felletin (tapisseries) ; Museum of Modern Art, New York, ÉU.
- 1947 : Galerie Arts et meubles, Montbéliard (tapisseries).
- 1949 : Cinq siècles de tapisseries, Musée de Besançon.
- 1950 : Montmartre de jadis à aujourd’hui (peintures) ; Grand Casino de Vichy (tapisseries, peintures) ; Exposition d’art sacré, Rome, Italie (tapisseries) ; La Tapisserie française, Musée d’art moderne, Paris.
- 1951 : Hôtel Alety, Alger (tapisseries, peintures, gouaches) ; La Tapisserie contemporaine, Musée des Augustines, Toulouse ; Musée d’Alençon (tapisseries).
- 1952 : Jubilé de l’École nationale supérieure des arts décoratifs, Paris (tapisseries).
- 1953 : Musée d'Amsterdam, Pays-Bas et Musée de Liège, Belgique (tapisseries).
- 1954 : Les Maitres de l’École de Paris, Galerie Schmitt, Metz ; Art et résistances, Bourges (peintures) ; Tapisserie Moderne, Varsovie, Pologne ; Musée d'Art et d'Histoire de Dreux (tapisseries).
- 1955 : Cordes-sur-ciel (tapisseries) ; La Tapisserie française du Moyen Âge à nos jours, Besançon.
- 1957 : Foyer de Kursaal, Besançon (tapisseries).
- 1958 : Tapisseries 58, Musée des arts décoratifs, Paris.
- 1959 : Gemeentemuseum, Arnhem, Pays-Bas (tapisseries).
- 1960 : École de Paris, Art décoratif, Tokyo — Kyoto, Japon (tapisseries).
- 1961 : Maison de la culture, Le Havre (tapisseries).
- 1962 : Première biennale de la tapisserie Lausanne – unique participation.
- 1963 : Château de Culan (tapisseries).
- 1965 : Les Annonciades, Couvet, Suisse (tapisseries).
- 1967 : Cœur de France, Darmstadt, Allemagne (tapisseries).
- 1968 : Cœur de France, Düsseldorf — Munich, Allemagne (tapisseries) ; Aspects de la tapisserie contemporaine figurative, Hôtel des archevêques de Sens.
- 1969 : Château de Thoiry – parc zoologique (tapisseries).
- 1970 : Bestiaire, Maison de la culture, Bourges.
- 1971 : Exposition itinérante des Maisons de la culture de Normandie (tapisseries) ; Air France et l’art d’aujourd’hui (tapisseries) ; Les Animaliers, Cité internationale des arts (tapisseries).
- 1974 : Musée Fabre, Montpellier ; Le Mans ; Hanovre, Allemagne.
- 1975 : Biennale de la Tapisserie, Menton ; Bourg-la-Reine.
- 1976: Salon nationale des artistes animalier, 40 ans d'arts animalier, Bry sur Marne
- 1976 : Ville d’Avray ; Montréal, Québec, Canada ; Château de Vascœuil ; Marseille ; Préfecture du Val-d’Oise.
- 1977 : Château de Vascœuil ; Bourg-la-Reine ; Maison de la Culture, Bourges ; Centre Culturel, Bry ; Biennale de la tapisserie, Menton ; Galerie Inard, Paris.
- 1978 : Trouville ; Passavant-la-Rochère.
- 1979 : Bourg-la-Reine.
- 1980 : Bry-sur-Marne ; Bourg-la-Reine.
- 1985: Trois peintres à Collioure: Perrot, Descossy, Balbino Giner, Musée de Collioure[11], Collioure 1985
- 1981 : Château d’Arcourt.
- 2005: Prestige Aubusson - Felletin, Abu Dhabi, Dubai, Émirats arabes unis
- 2019 : Tales of Thread, Dubaï, ÉAU (tapisseries)[12],[13].

### Salons
Perrot participa de manière régulière aux Salons d’Automne, au Salon des Tuileries, au Salon des Indépendants, au Salon du dessin et de la peinture à l'eau, au Salon de l'imagerie, au Salon des Animaliers, au Salon Comparaisons, au Salon national des artistes animaliers (40 ans d'art animalier Bry-sur-Marne) ainsi qu'au Salon des Annonciades à Pontarlier.
Par ailleurs, Perrot a fait l'objet d'un hommage à l'occasion du Festival international d'arts animalier du Pays d'Eygurande du 26 juillet au 6 août 1988, présidé par Charles Gaidy.

### Télévision
- 1969: La Nitrogravure ; Histoire au gré des vents (productrice : Michèle Angot); Les Jeudis de la jeunesse (producteur : Michel Ayats)
- 1970: La Tapisserie, Vascœuil (producteur : Pierre Lagarde)

### Œuvres dans les musées
- Musée d'art moderne, Paris
- Musée international de la chasse, Gien
- Musée Rigaud, Perpignan
- Musée de Céret[16]
- Mobilier national[17]
- Ville de Paris
- Musée de Dreux[18]
- Cité internationale de la tapisserie, Aubusson
- Centre national des arts plastique[19],[20], Paris
- Musée des Civilisations de l'Europe et de la Méditerranée (MUCEM)[21]
- Musée des Beaux-Arts et d'Archéologie de Besançon
- Château Royal de Blois
- Musée virtuel Air France[22]

## Distinctions et récompenses

### Décorations
- Commandeur de l'ordre des Arts et des Lettres
- Chevalier de la Légion d'honneur[23]
- Grand prix Animalier Édouard Sandoz 1976, Fondation Édouard et Maurice Sandoz

### Postérité
Trois écoles et collèges portent le nom de René Perrot, respectivement à Cuse-et-Adrisans (Doubs), au Russey (Doubs) et à Merlines (Corrèze),.
Une médaille a été éditée en 1984 par la Monnaie de Paris en collection générale (conception : Henri-Marius Petit), avec à l'avers, un portrait de Perrot de profil à gauche, et au revers, un hibou et des papillons extraits d'une tapisserie de Perrot, entouré de pinceaux, d'un crayon et d'une navette de lissier.[réf. souhaitée]